# Felix Niedner
Felix Niedner, född den 14 april 1859 i Halle, död 1934, var en tysk filolog och litteraturhistoriker.
Niedner blev filosofie doktor 1882, var 1883-1907 gymnasielärare i Berlin och erhöll 1902 professors titel. Han utövade en flitig verksamhet som översättare och populärvetenskaplig författare på det fornnordiska området. Bland hans arbeten märks Das deutsche Turnier im 12:n und 13:n Jahrhundert (1881), Zur Lieder-Edda (1896), Carl Michael Bellman, der schwedische Anakreon (1905), en förträfflig monografi, vilken sedermera (1909) följdes av en briljant översättning av Fredmans epistlar, Die Geschichte vom Skalden Egil (1911) och Islands kultur zur wikingerzeit (1913). Han utgav en samling översättningar från isländskan, "Thule".